# Найдёнов, Андрей Анатольевич
Андре́й Анато́льевич Найдёнов (род. 22 июля 1971) — липецкий краевед, начальник Государственной дирекции по охране культурного наследия Липецкой области.

## Биография
В 1993 году Найдёнов окончил исторический факультет Липецкого государственного педагогического института.
В 1994—1995 А. А. Найдёнов работал в областном краеведческом музее, в 1995—2003 годах был сотрудником Дирекции по связям с общественностью ОАО «НЛМК».
1 декабря 2003 года Найдёнов стал заведующим отделом по связям с общественностью, государственными органами и СМИ Липецкой и Елецкой епархии. Позже (в феврале 2004 года) там же назначен на должность заведующего историко-архивным отделом, а также выпускающего редактора официального печатного органа епархии — газеты «Липецкие епархиальные ведомости».
С 17 мая 2005 года Найдёнов работает в управлении по информационному обеспечению, связям со СМИ и общественными объединениями Липецкого городского совета депутатов.
31 января 2006 года Найдёнов стал руководителем государственного учреждения культуры «Государственная дирекция по охране культурного наследия Липецкой области».
Руководитель исторической секции Липецкого областного краеведческого общества, секретарь Комиссии по канонизации святых Липецкой и Елецкой епархии, секретарь Липецкого отделения Историко-Родословного общества в Москве, член Общественного совета журнала Паломнического центра Московского Патриархата «Православный паломник», член Общественного совета при Управление внутренних дел Липецкой области, член Союза журналистов России.